# 關東巴士
關東巴士股份有限公司（日语：／）設置於日本東京都東京23區、多摩地域東部，主要從事公共巴士、旅遊巴士服務，以及經營汽车修理店和不動產的公司。1931年成立，公司總部位東京都中野區東中野，主要經營JR中央线沿线以及西武池袋线沿线以及京王线沿线。

## 關連項目
- 東京都
- 新宿區
- 杉並區
- 中野區
- 世田谷區
- 練馬區
- 武藏野市

## 外部連結
- 關東巴士 （页面存档备份，存于）
- 關東巴士(英語版) （页面存档备份，存于）
- KANTO BUS NAVI(中国語版) （页面存档备份，存于）
- 關於LIVE JAPAN(觀光勝地、體驗指南) KANTO Bus Co.,Ltd. （页面存档备份，存于）
- TOKYO Fixed Route Bus "KANTO BUS ARCHIVES" （页面存档备份，存于）